# New York Jets 1990
La stagione 1990 dei New York Jets è stata la 21ª della franchigia nella National Football League, la 31ª complessiva. Sotto la direzione del nuovo capo-allenatore Bruce Coslet la squadra vinse due gare in più dell'anno precedente, terminando con un bilancio di 6-10.

## Scelte nel Draft 1990
| Scelte dei Jets nel Draft 1990 | Scelte dei Jets nel Draft 1990 | Scelte dei Jets nel Draft 1990 | Scelte dei Jets nel Draft 1990 | Scelte dei Jets nel Draft 1990 |
| Giro                           | Scelta                         | Giocatore                      | Ruolo                          | College                        |
| ------------------------------ | ------------------------------ | ------------------------------ | ------------------------------ | ------------------------------ |
| 1                              | 2                              | Blair Thomas                   | Running Back                   | Penn State                     |
| 2                              | 28                             | Reggie Rembert                 | Wide Receiver                  | West Virginia                  |
| 3                              | 56                             | Tony Stargell                  | Defensive Back                 | Tennessee State                |
| 4                              | 84                             | Troy Taylor                    | Quarterback                    | California                     |
| 5                              | 112                            | Tony Savage                    | Defensive Tackle               | Washington State               |
| 6                              | 140                            | Terance Mathis                 | Wide Receiver                  | New Mexico                     |
| 7                              | 167                            | Dwayne White                   | Guard                          | Alcorn State                   |
| 7                              | 168                            | Basil Proctor                  | Linebacker                     | West Virginia                  |
| 8                              | 196                            | Roger Duffy                    | Guard                          | Penn State                     |
| 9                              | 223                            | Dale Dawkins                   | Wide Receiver                  | Miami (FL)                     |
| 10                             | 251                            | Brad Quast                     | Linebacker                     | Iowa                           |
| 11                             | 278                            | Derrick Kelson                 | Defensive Back                 | Purdue                         |
| 12                             | 306                            | Darrell Davis                  | Defensive End                  | TCU                            |

## Calendario
| Stagione regolare | Stagione regolare       | Stagione regolare  | Stagione regolare   | Stagione regolare  |
| Turno             | Avversario              | Risultato          | Stadio              |                    |
| ----------------- | ----------------------- | ------------------ | ------------------- | ------------------ |
| 1                 | at Cincinnati Bengals   | S 25–20            | Riverfront Stadium  |                    |
| 2                 | Cleveland Browns        | V 24–21            | The Meadowlands     |                    |
| 3                 | Buffalo Bills           | S 30–7             | The Meadowlands     |                    |
| 4                 | at New England Patriots | V 37–13            | Foxboro Stadium     |                    |
| 5                 | at Miami Dolphins       | S 20–16            | Joe Robbie Stadium  |                    |
| 6                 | San Diego Chargers      | S 39–3             | The Meadowlands     |                    |
| 7                 | at Buffalo Bills        | S 30–27            | Rich Stadium        |                    |
| 8                 | at Houston Oilers       | V 17–12            | Houston Astrodome   |                    |
| 9                 | Dallas Cowboys          | V 24–9             | The Meadowlands     |                    |
| 10                | Miami Dolphins          | S 17–3             | The Meadowlands     |                    |
| 11                | at Indianapolis Colts   | S 17–14            | Hoosier Dome        |                    |
| 12                | Pittsburgh Steelers     | S 24–7             | The Meadowlands     |                    |
| 13                | at San Diego Chargers   | S 38–17            | Jack Murphy Stadium |                    |
| 14                | Settimana di pausa      | Settimana di pausa | Settimana di pausa  | Settimana di pausa |
| 15                | Indianapolis Colts      | S 29–21            | The Meadowlands     |                    |
| 16                | New England Patriots    | V 42–7             | The Meadowlands     |                    |
| 17                | at Tampa Bay Buccaneers | V 16–14            | Tampa Stadium       |                    |

## Roster
| Roster dei New York Jets nel 1990 |
| --- |
| Quarterback - 11 Tony Eason - 7 Ken O'Brien - 14 Troy Taylor Running Back - 30 Brad Baxter FB - 29 A.B. Brown KR - 34 Johnny Hector - 24 Freeman McNeil - 32 Blair Thomas Wide Receiver - 87 Chris Burkett - 89 Dale Dawkins - 81 Terance Mathis - 85 Rob Moore - 88 Al Toon - 83 Jo-Jo Townsell Tight End - 80 Mark Boyer - 84 Chris Dressel - 82 Pat Kelly Offensive Linemen - 69 Jeff Criswell T - 62 Roger Duffy G - 79 Mike Haight T - 72 Brett Miller T - 53 Jim Sweeney C - 67 Dwayne White C - 63 Dave Zawatson G Defensive Linemen - 90 Dennis Byrd DT - 98 Darrell Davis DE - 91 Paul Frase DE - 56 Jeff Lageman DE - 94 Scott Mersereau DT - 96 Ron Stallworth DT - 97 Marvin Washington DE Linebacker - 59 Kyle Clifton MLB - 52 John Galvin MLB - 58 Joe Kelly OLB - 57 Mac Stephens Defensive Back - 42 John Booty FS - 40 James Hasty CB - 28 Carl Howard CB - 22 Erik McMillan FS - 21 Don Odegard CB - 45 Tony Stargell CB - 48 Brian Washington SS Special Team Lista delle riserve - 66 Dave Cadigan G (IR) |
| Legenda - I rookie sono in corsivo. - Il primo ruolo è il principale mentre gli eventuali successivi indicano i ruoli secondari. - (IR) sta per Injured Reserve ed indica la lista ristretta per un solo giocatore infortunato che può tornare ad allenarsi dopo la settimana 6 e a rientrare in prima squadra dopo che questa ha giocato 8 partite. - (NF-Inj.) / (NF-Ill.) stanno rispettivamente per Non-Football Injured e Non-Football Illness ed indicano le liste dove viene inserito un giocatore che ha un infortunio o una malattia non dipendente dal football americano. - (PUP) sta per Physically Unable to Perform ed indica la lista dove viene inserito un giocatore mentre è in attesa di recuperare la condizione fisica. Nella stagione regolare dopo la sesta partita giocata dalla propria squadra, il giocatore ha tempo tre settimane per riprendere ad allenarsi, più tre settimane aggiuntive dal suo rientro agli allenamenti per rientrare in prima squadra.                                       |

## Classifiche
| AFC East             | AFC East | AFC East | AFC East | AFC East | AFC East | AFC East | AFC East | AFC East | AFC East |
|                      | V        | S        | P        | %        | DIV      | CONF     | PF       | PS       | STR      |
| -------------------- | -------- | -------- | -------- | -------- | -------- | -------- | -------- | -------- | -------- |
| (1) Buffalo Bills    | 13       | 3        | 0        | .813     | 7–1      | 10–2     | 428      | 263      | S1       |
| (4) Miami Dolphins   | 12       | 4        | 0        | .750     | 7–1      | 10–2     | 336      | 242      | V1       |
| Indianapolis Colts   | 7        | 9        | 0        | .438     | 3–5      | 5–7      | 281      | 353      | S1       |
| New York Jets        | 6        | 10       | 0        | .375     | 2–6      | 4–10     | 295      | 345      | V2       |
| New England Patriots | 1        | 15       | 0        | .063     | 1–7      | 1–11     | 181      | 446      | S14      |